# Bogoria (roślina)
Bogoria – rodzaj roślin z rodziny storczykowatych (Orchidaceae). Epifity rosnące w lasach tropikalnych na wysokościach 500–1500 m n.p.m. w takich krajach i regionach jak: Archipelag Bismarcka, Borneo, Jawa, Nowa Kaledonia, Nowa Gwinea, Filipiny, Queensland, Wyspy Salomona, Celebes, Sumatra, Vanuatu.

## Morfologia
PokrójRośliny zielne ze zwisającą łodygą. Korzenie wyrastają tylko u jej nasady, są okrągłe na przekroju lub spłaszczone, nierozgałęzione, nagie i gładkie.
LiścieW liczbie 3–5, ułożone w dwóch rzędach, podługowate do równowąskich, skręcone u nasady tak, że leżą w jednej płaszczyźnie z łodygą, na szczycie asymetrycznie wcięte.
KwiatyZebrane w pojedynczy, zwisający, groniasty i wielokwiatowy kwiatostan wyrastający w pozycji bocznej poniżej najniższego liścia. Kwiaty są odwrócone, dość krótkotrwałe i niewielkie (około 0,5 cm średnicy). Kwiaty otwierają się po kilka na raz. Listki okwiatu są wolne, eliptyczne do jajowatych, wolne. Warżka woreczkowato rozdęta u nasady, trójłatkowa. Prętosłup ze stopą, pylnik kapturkowaty, z czterema pyłkowinami w dwóch skupieniach, zwykle z jedną, rzadziej z dwoma uczepkami, równowąskimi. Tarczka (viscidium) zredukowana, rostellum z dwoma ząbkami.

## Systematyka
Rodzaj sklasyfikowany do podplemienia Aeridinae w plemieniu Vandeae, podrodzina epidendronowe (Epidendroideae), rodzina storczykowate (Orchidaceae), rząd szparagowce (Asparagales) w obrębie roślin jednoliściennych.
Wykaz gatunków
- Bogoria beccarii (Rchb.f.) M.A.Clem. & D.L.Jones
- Bogoria carinata (J.J.Sm.) M.A.Clem. & D.L.Jones
- Bogoria gracile (Schltr.) M.A.Clem. & D.L.Jones
- Bogoria laxus (Schltr.) M.A.Clem. & D.L.Jones
- Bogoria matutina (D.L.Jones & M.A.Clem.) M.A.Clem. & D.L.Jones
- Bogoria merrillii (Ames) Garay
- Bogoria moorei (Rchb.f.) M.A.Clem. & D.L.Jones
- Bogoria nambana (B.A.Lewis) M.A.Clem. & D.L.Jones
- Bogoria papuana Schltr.
- Bogoria raciborskii J.J.Sm.
- Bogoria ramuana (Kraenzl.) M.A.Clem. & D.L.Jones
- Bogoria robertsii (Schltr.) M.A.Clem. & D.L.Jones
- Bogoria taeniorhiza (Schltr.) Schltr.